# Свободна борба
Свободната борба или борба свободен стил е вид борба, практикувана по целия свят.
Според Световната федерация по борба това е една от четирите основни форми на спортната борба, наред с класическа борба, джудо и самбо.